# Adrián Morejón
Adrián Morejón Garcia (L'Avana, 27 febbraio 1999) è un giocatore di baseball cubano, di ruolo lanciatore, che gioca per i San Diego Padres (MLB).
Con gli stessi Padres ha debuttato nelle Majors nella stagione 2019. Nel 2025, per la prima volta nella sua carriera, ha preso parte all'All-Star Game.